# Empapelado con papel higiénico

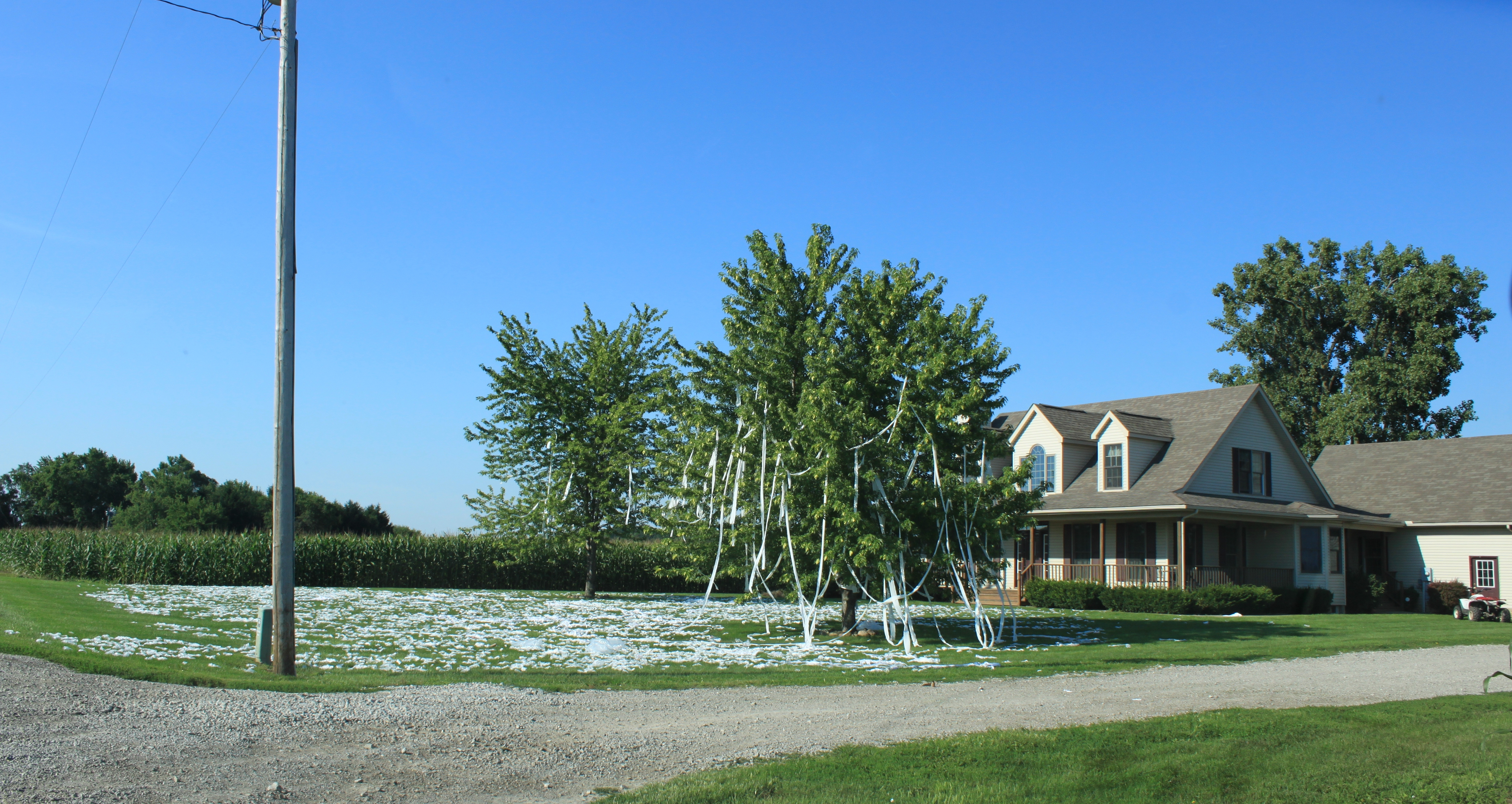
Una residencia vandalizada con papel higiénico en Deerfield, Michigan.

El empapelado con papel higiénico (en inglés toilet papering) es el acto de cubrir un objeto de grandes dimensiones, como un árbol, una casa u otra estructura con papel higiénico. Esto se hace típicamente lanzando numerosos rollos de papel higiénico de tal manera que se desenrollen en el aire y caen sobre el objetivo en múltiples corrientes. El papel higiénico puede ser una iniciación, una broma o un acto de venganza. Es común en los Estados Unidos y con frecuencia se lleva a cabo en Halloween, Día de los inocentes o después de la finalización de eventos escolares como la graduación o el partido de fútbol americano de bienvenida.

## Legalidad

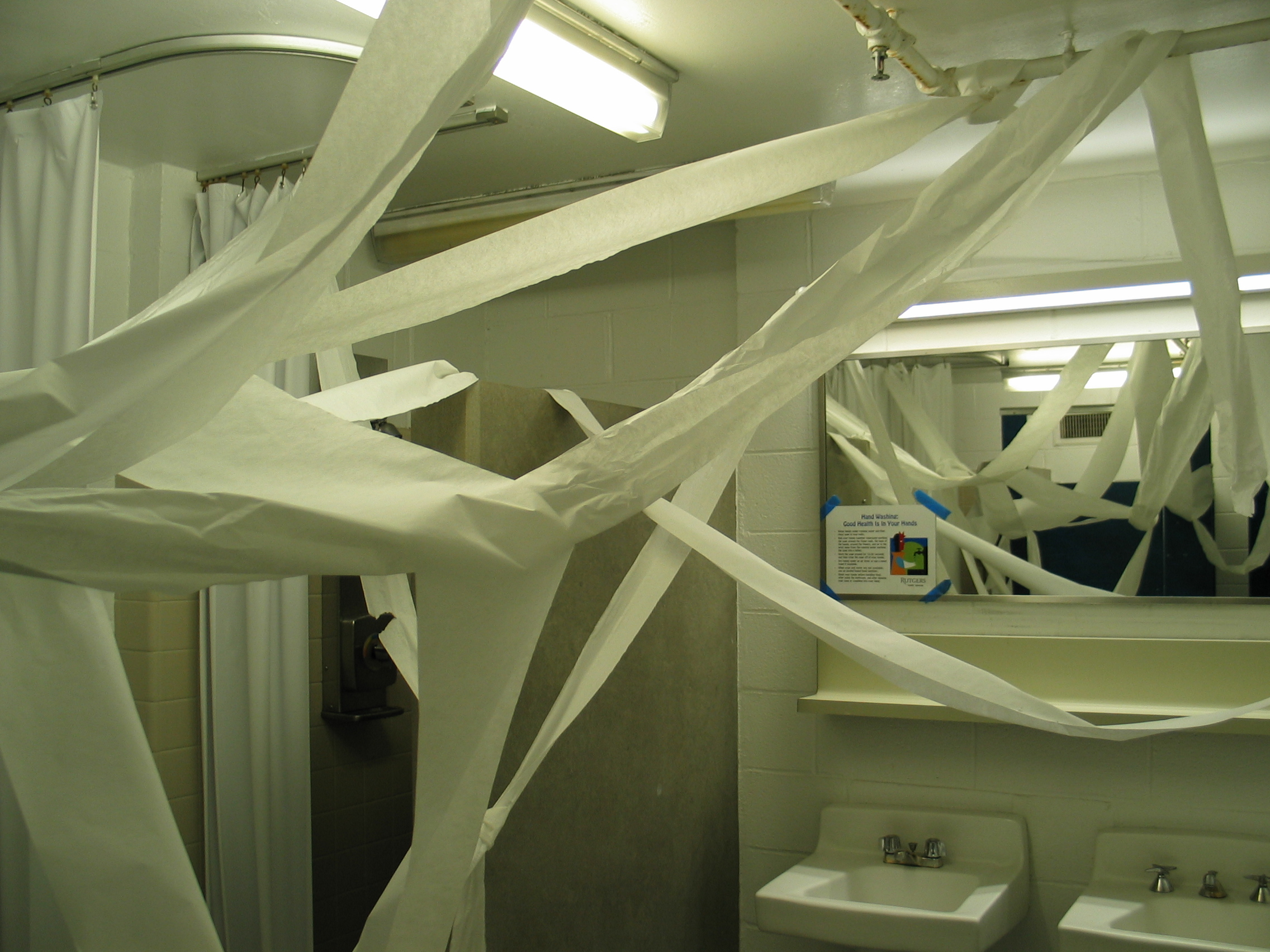
Un baño empapelado.

Si bien pocas jurisdicciones en los Estados Unidos tienen estatutos específicamente contra este tipo de actos de vandalismo, algunos departamentos de policía citan a los perpetradores por arrojar basura, allanamiento de morada, conducta desordenada o travesura criminal, especialmente cuando la propiedad del propietario está leve o gravemente dañada. Algunos condados incluso condenan a los perpetradores por daños a la propiedad privada con hasta 30 días de cárcel, una multa de $ 1000 y la posibilidad de libertad condicional.